# Rona Cup 2001
Rona Cup 2001 byl hokejový turnaj konající se v Trenčíně v roce 2001. Pohár začínal 16. srpna a končil 18. srpna. Titul získal poprvé ve své historii HKm Zvolen.

## Výsledky a tabulka
| Pozice | Tým                  | Z | V | R | P | GS | GI | B |
| ------ | -------------------- | - | - | - | - | -- | -- | - |
| 1.     | HKm Zvolen           | 3 | 2 | 1 | 0 | 12 | 7  | 5 |
| 2.     | HC ZPS Barum Zlín    | 3 | 2 | 1 | 0 | 12 | 7  | 4 |
| 3.     | HC Petra Vsetín      | 3 | 2 | 0 | 1 | 10 | 8  | 4 |
| 4.     | HC Oceláři Třinec    | 3 | 1 | 1 | 1 | 12 | 13 | 3 |
| 5.     | HC Slovan Bratislava | 3 | 1 | 0 | 2 | 10 | 15 | 2 |
| 6.     | HC Dukla Trenčín     | 3 | 0 | 0 | 3 | 6  | 12 | 0 |

Při rovnosti bodů rozhoduje rozdíl skóre
|  | HC Slovan Bratislava | 2 : 4                             | HC Petra Vsetín |  |
|  | HC Slovan Bratislava | (1:2, 0:1, 1:1), sam. nájezdy 1:0 | HC Petra Vsetín |  |

| Souhrn zápasu | Souhrn zápasu | Souhrn zápasu | Souhrn zápasu       | Souhrn zápasu |
| ------------- | ------------- | ------------- | ------------------- | ------------- |
|               | Norris Babka  |               | Vlach 2x Kuboš Vaic |               |

|  | HKm Zvolen | 3 : 1                             | HC ZPS Barum Zlín |  |
|  | HKm Zvolen | (0:1, 1:0, 2:0), sam. nájezdy 0:1 | HC ZPS Barum Zlín |  |

| Souhrn zápasu | Souhrn zápasu          | Souhrn zápasu | Souhrn zápasu | Souhrn zápasu |
| ------------- | ---------------------- | ------------- | ------------- | ------------- |
|               | Longauer Konder Prorok |               | Bartanus      |               |

|  | HC Dukla Trenčín | 3 : 4                             | HC Oceláři Třinec |  |
|  | HC Dukla Trenčín | (2:1, 0:1, 1:2), sam. nájezdy 0:1 | HC Oceláři Třinec |  |

| Souhrn zápasu | Souhrn zápasu            | Souhrn zápasu | Souhrn zápasu          | Souhrn zápasu |
| ------------- | ------------------------ | ------------- | ---------------------- | ------------- |
|               | Kukumberg Kristín Bombic |               | Kolařík 2x Marek Appel |               |

|  | HKm Zvolen | 5 : 2                             | HC Petra Vsetín |  |
|  | HKm Zvolen | (0:2, 1:0, 4:0), sam. nájezdy 1:0 | HC Petra Vsetín |  |

| Souhrn zápasu | Souhrn zápasu                           | Souhrn zápasu | Souhrn zápasu | Souhrn zápasu |
| ------------- | --------------------------------------- | ------------- | ------------- | ------------- |
|               | Pukalovič Majeský Longauer Török Konder |               | Vašut Vaic    |               |

|  | HC Slovan Bratislava | 6 : 4                             | HC Oceláři Třinec |  |
|  | HC Slovan Bratislava | (1:1, 1:2, 4:1), sam. nájezdy 1:1 | HC Oceláři Třinec |  |

| Souhrn zápasu | Souhrn zápasu                         | Souhrn zápasu | Souhrn zápasu              | Souhrn zápasu |
| ------------- | ------------------------------------- | ------------- | -------------------------- | ------------- |
|               | Pavličko 2x Hurtaj Benda Kuľha Hurtaj |               | Slavík Gureň Appel Meluzín |               |

|  | HC Dukla Trenčín | 2 : 4                             | HC ZPS Barum Zlín |  |
|  | HC Dukla Trenčín | (1:2, 1:2, 0:0), sam. nájezdy 2:0 | HC ZPS Barum Zlín |  |

| Souhrn zápasu | Souhrn zápasu | Souhrn zápasu | Souhrn zápasu            | Souhrn zápasu |
| ------------- | ------------- | ------------- | ------------------------ | ------------- |
|               | Fabuš 2x      |               | Mojžíš 2x Ambruz Ministr |               |

|  | HC Slovan Bratislava | 2 : 7                             | HC ZPS Barum Zlín |  |
|  | HC Slovan Bratislava | (0:1, 2:5, 0:1), sam. nájezdy 1:2 | HC ZPS Barum Zlín |  |

| Souhrn zápasu | Souhrn zápasu   | Souhrn zápasu | Souhrn zápasu                                    | Souhrn zápasu |
| ------------- | --------------- | ------------- | ------------------------------------------------ | ------------- |
|               | Prokop Pavličko |               | Posmyk 2x Somík Rachůnek Bartánus Šesták Ministr |               |

|  | HKm Zvolen | 4 : 4                             | HC Oceláři Třinec |  |
|  | HKm Zvolen | (2:2, 0:2, 2:0), sam. nájezdy 1:1 | HC Oceláři Třinec |  |

| Souhrn zápasu | Souhrn zápasu               | Souhrn zápasu | Souhrn zápasu              | Souhrn zápasu |
| ------------- | --------------------------- | ------------- | -------------------------- | ------------- |
|               | Martinec Paciga Šechný Milo |               | Appel Jančařík Marek Jánoš |               |

|  | HC Dukla Trenčín | 1 : 4                             | HC Petra Vsetín |  |
|  | HC Dukla Trenčín | (0:0, 1:3, 0:1), sam. nájezdy 3:2 | HC Petra Vsetín |  |

| Souhrn zápasu | Souhrn zápasu | Souhrn zápasu | Souhrn zápasu            | Souhrn zápasu |
| ------------- | ------------- | ------------- | ------------------------ | ------------- |
|               | Kóňa          |               | Vaic Burger Polák Hudler |               |